# Hubertus Schmidt
Hubertus Schmidt (n. 8 octombrie 1959, Bad Wünnenberg, Republica Federală Germania, Germania) este un sportiv ce a reprezentat Germania, medaliat olimpic. A participat la o ediție a Jocurilor Olimpice (2004) în care a câștigat o medalie de aur.

## Participări
Lista de mai jos prezintă principalele competiții la care a participat Hubertus Schmidt de-a lungul carierei.
- equestrian at the 2004 Summer Olympics – team dressage[*]